# Cryptonanus unduaviensis
Cryptonanus unduaviensis e вид опосум от семейство Didelphidae. Видът се среща единствено в Северна Боливия, като местообитанията му са сезонни открити тревни пространства, разположени в близост до гори.